# Yliniitynjärvet (Gällivare socken, Lappland, 746434-172662)
Yliniitynjärvet är en sjö i Gällivare kommun i Lappland och ingår i Kalixälvens huvudavrinningsområde.